# 马努埃
马努埃（法語：Manhoué，法語發音：[manwe]）是法国摩泽尔省的一个市镇，位于该省西南部，属于萨尔堡-萨兰堡区。该市镇总面积4.1平方公里，2009年时的人口为129人。

## 人口
马努埃人口变化图示